# Anders Odden
Anders Odden (Stavanger, 20 de diciembre de 1972) es un músico noruego que actualmente trabaja como multinstrumentista y compositor de las bandas Magenta y Cadaver. También estuvo envuelto en la banda Karaoke From Hell y fue guitarrista en vivo de Apoptygma Berzerk (1992–1999; 2003–2006) y Celtic Frost (2006-2007). 
Es también el cofundador y guitarrista de los pioneros del death metal noruego, Cadaver (1988–1993; 1999–2004; 2019-actualidad). También colaboró como guitarrista y bajista de sesión en Satyricon. Ha colaborado con bandas legendarias como The Young Gods y Ministry entre otras.
En el año 2019 decide retomar el proyecto de Cadaver, pero en octubre de ese mismo año su trabajo musical se vería interrumpido, ya que se le diagnosticó cáncer de colon, desde esa fecha hasta mediados de 2020 se sometió a quimioterapias para poder combatir el tumor cancerígeno y reducirlo. Por fortuna logró superar dicha enfermedad y sacó el álbum Edder & Bile con su banda Cadaver, el cual fue bien recibido por los fanáticos y la crítica en general.

## Discografía
Apoptygma Berzerk
- Soli Deo Gloria, Tatra (1993)
- Non-Stop Violence, Tatra (single, 1995)
- APBL98, Tatra (1999)
- Unicorn, 2003 WEA (EP, 2003)
- In This together, GUN/SonyBMG (single, 2005)
- You and me against the world, GUN/SonyBMG (2005)
- Shine on, GUN/SonyBMG (EP, 2006)
- Sonic Diary, GUN/SonyBMG (2006)
- Black, Metropolis (EP, 2006)
- Cambodia, GUN/SonyBMG (single, 2006)
- Rocket Science, GUN/SonyBMG (2009)

Cadaver
- Hallucinating Anxiety, Necrosis/Earache (1990)
- Primal, (EP, 1999)
- ...In Pains, Earache (1992)
- Live Inferno (konsertalbum, 2002)
- Necrosis, Candlelight (2004)
- Discipline, Earache (2001)
- Edder & Bile, Nuclear Blast (2020).

Karaoke From Hell
- Charterfeber tur/retur Aiya Napa TV3 (2008)
- Pondus Flat Fuzzpedal Compilation, Universal Music (2008)

Magenta
- Magenta, (EP) AT&MT (1997)
- One Mind, (single) 1998 RapaxPRod/Tatra (1998)
- Periode, RapxProd/Tatra (1998)
- All Over, (single) Re:pop (2002)
- Little Girl Lost, Re:pop (2002)
- Art and Accidents, AT&MT (2009)

Satyricon
- Megiddo, Moonfog (EP, 1997)
- Rebel Extravaganza, Moonfog (1999)
- Satyricon - Live at the Opera , Napalm (Concierto, 2015)

## Bandografía completa/instrumentos tocados
- Deadly metal - 1985/ Guitarra
- Slaught - 1986–1987/ Guitarra
- FOAD - 1986/ Guitarra, bajo, voces, batería
- Asmodeus - 1987/ Guitarra, bajo, voces, batería
- Baphomet - 1987–1988/ Guitarra
- Monument - 1988/ Guitarra
- Cadaver - 1988–1993/2003–2004/2019-actualidad / Guitarra, Bajo, Voz
- Braindead - 1988/ Batería
- Balvaz - 1989/ Batería
- Hydr-Hydr - 1990–1991/ Batería
- Nesten Døde - 1989–1991/ Batería
- Thy Abhorrent - 1991/ Guitarrista en vivo
- Apoptygma Berzerk - 1992–1999/2003–2006/ Guitarra, bajo
- Go Go Gorilla - 1992/ Guitarrista en vivo
- The Young Gods - 1992/1995/ Guitarrista en vivo
- Jemotor 1 - 1993–1995/ Guitarra
- Magenta - 1995–actualidad/ Guitarra, bajo, teclado, voces
- Satyricon - 1997–1999/ Guitarrista de sesión - 2009/ Bajista en vivo
- Cadaver Inc. - 1999–2002/ Guitarra
- Mayhem - 2000/ Programación
- Celtic Frost - 2006–2007/ Guitarrista en vivo
- Rock Furore - 2007/ Guest guitarist live
- Karaoke From Hell - 2007–actualidad/host
- Pigface - 2008/ Guitarrista de sesión (como invitado)
- Ministry - 2008/ Guitarra en vivo (como invitado)
- Doctor Midnight And The Mercy Cult - 2009–actualidad/Guitarra

- Datos: Q3504183
- Multimedia: Anders Odden / Q3504183